# Kashtwar
Kashtwar fou un estat tributari protegit situat a l'est de Caixmir. Fou fundat per una branca de la casa reial de Suket a Bengala vers el 900. El 1610 l'estat fou conquerit pels mogols però la dinastia local el va recuperar al cap de 8 anys. Vers el 1640 fou ocupat pel raja de Basohli, i el sobirà Jagat Singh va morir intentat la reconquesta el 1642; però el seu fill Bhagwan Singh, amb suport dels mongols, va expulsar a les forces de Basohli. Maha Singh va abdicar el 1674 per dedicar-se a la poesia. Jaya Singh (1674-1681) es va convertir a l'islam i va agafar el nom de Bakhtiyar Khan. El 1820 l'estat fou annexionat per Ranjit Singh de Lahore i el sobirà fou empresonat a Jammu i el 1823 enverinat per un servidor.

## llista de rages
1. Raja Kahn sen vers 900
2. Raja gandharab sen
3. Raja maha sen
4. Raja ram sen
5. Raja kam sen
6. Raja madan sen
7. Raja brahm sen
8. Raja udhat dev vers 1088
9. Raja mata dev
10. Raja ganga dev
11. Raja sang dev
12. Raja rakh dev
13. Raja indur dev
14. Raja autar dev
15. Raja bhag dev
16. Raja rai dev (expulsat per uns mesos per dos caps locals, va recuperar el poder)
17. Raja gur dev
18. Raja ugar dev
19. Raja muldar dev
20. Raja lachman dev
21. Raja sangram singh vers 1420
22. Raja sangar singh
23. Raja magan singh
24. Raja deva singh
25. Raja firoz singh
26. Raja narain singh
27. Raja salhan singh
28. Raja rai singh ?-1550
29. Raja vijai singh vers 1550-1570
30. Raja bahadur singh 1570-1588
31. Raja pratap singh (bhup singh) 1588-1610
32. Interregne 1610-1618
33. Raja gur singh (gunwar singh) 1618-1629
34. Raja jagat singh 1629-1642
35. Raja bhagwan singh 1642-1660
36. Raja maha singh (mahajan singh) 1660-1674, va abdicar
37. Raja jaya singh 1674-1681
38. Raja kirat singh (sa'adat yar khan) 1681-1728
39. Raja amluk singh (sa'adatmand khan) 1728-1771
40. Raja mihr singh 1771-1786 (sa'idmand khan)
41. Raja sujan singh 1786-1787
42. Raja prithi singh 1787-1788
43. Raja inayatullah singh 1788-1789
44. Raja lal dev of jammu 1788-1789 (en oposició)
45. Raja gulab singh, 1789 (40 dies)
46. Raja muhammed tegh singh (Saifullah Khan) 1789-1820 (+1823)